# جغد دلگیر
جغد دلگیر (نام علمی: Asio stygius) نام یک گونه از سرده جغدهای گوشدار است.
واژۀ صفت stygian که در نام این گونه به کار رفت، به معنی مرتبط به رودخانۀ Styx است، اما این واژه به طور گسترده برای هر چیزی که تیره یا دلگیر است، به کار می‌رود.